# Katepsin-D
Katepsin-D (EC 3.4.23.5, Cathepsin D) je enzim. Ovaj enzim katalizuje sledeću hemijsku reakciju
Specifičnost je slična, mada uža, od pepsina A. Ne dolazi do razlaganja  veze u B lancu insulina
Ovaj enzim se javlja intraćelijski u lizozomima.

## Spoljašnje veze
- Cathepsin+D на 